# Hulda Clark
Hulda Regehr Clark (18 oktober 1928 – 3 september 2009) was een natuurgenezer, auteur en controversiële beoefenaar van alternatieve geneeskunde. Ze overleed aan de ziekte van Kahler (een vorm van bloed- en botkanker).

## Beweringen
Dr. Hulda Clark deed onderzoek waaruit zij de conclusie trok dat ziekte twee oorzaken heeft: enerzijds parasieten, bacteriën en virussen, en anderzijds vervuilende toxische stoffen die het immuunsysteem beschadigen. Ze beweerde dat parasieten, bacteriën en virussen geëlimineerd konden worden door kruidentherapie en elektrische frequentietherapie, die vreemde organismen elektrocuteert. Samen met het verwijderen van vervuilende toxische stoffen uit de omgeving en in de voeding zouden zulke behandelingen volgens haar ziekten kunnen genezen.
In haar boek The Cure for All Cancers postuleerde Clark dat alle kankers veroorzaakt worden door de worm Fasciolopsis buski, hoewel deze worm niet leeft in de Verenigde Staten of Europa. F. buski bestaat vooral in India, delen van China, Vietnam en andere Oost-Aziatische landen, en dan nog enkel daar waar mensen ongekookt voedsel van waterplanten consumeren of waar varkens dicht bij mensen leven. Ze beweerde ook dat hiv een wormvirus is en dat de worm verantwoordelijk is voor aids: "Ik vind het (F. buski) in elk geval van hiv en de ziekte van Alzheimer. Zonder deze parasiet kun je geen hiv krijgen." Volgens Clark wordt depressie ook veroorzaakt door wormen.
Ze beweerde dat alle ziekten konden worden genezen door haar methoden, evenals pijn in verschillende delen van het lichaam, spijsverteringsproblemen, alle kankers, hiv/aids, wratten en diabetes.

## Werk
- Hulda Regehr Clark, Handboek Zelfgenezing, Een revolutionaire techniek ter behandeling van Chronische ziekten, 1995. ISBN 9789065561671.